# Пущаев, Юрий Владимирович
Ю́рий Влади́мирович Пуща́ев (род. 22 ноября 1970) — российский исследователь, специалист по философии советского времени и философии русского консерватизма, публицист. Кандидат философских наук, старший научный сотрудник ИНИОН РАН, старший научный сотрудник философского факультета МГУ. Научный редактор православного научного журнала «Ортодоксия». Прежде научный редактор журнала «Вопросы философии», обозреватель журнала «Фома» и портала «Православие.ru».

## Биография
Выпускник философского факультета МГУ (в 1995) и отделения классической филологии филологического факультета МГУ (в 2000), а также аспирантуры Института философии РАН (2009). В 2006—2016 гг. сотрудник журнала «Вопросы философии», в 2011—2016 гг. обозреватель журнала «Фома», в 2017—2019 гг. — интернет-портала «Православие.ru». С 2019 г. научный сотрудник Лаборатории «Информационные системы в гуманитарном образовании» философского факультета МГУ. С 2023 года старший научный сотрудник кафедры истории русской философии философского факультета МГУ. Участник конференций.

## Научная деятельность
Автор монографий «Политика и дружба» (М.: Московская школа политических исследований, 2009. 129 с.), «Философия советского времени: М. Мамардашвили и Э. Ильенков (энергии отталкивания и притяжения)» (М.: ИНИОН, 2018. 356 с.) и многих статей. Публиковался в журналах «Вопросы философии», Philosophy Journal, «Полис. Политические исследования». Автор БРЭ.
Как публицист публиковался на сайтах «Русская идея», Православие.ru и др.